# 帕塔利略區
帕塔利略區（西班牙語：Patalillo），是哥斯達黎加的一個區，位於該國中部聖何塞省，始建於1968年1月11日，面積1.89平方公里，海拔高度1,335米，2011年人口21,340，人口密度每平方公里11,291.01人。